# Kathleen Gilje
Kathleen Gilje (New York, 1945) è una pittrice e restauratrice statunitense.
È nota per i suoi quadri derivati dai dipinti dei grandi maestri che uniscono alle opere storiche delle idee e delle prospettive contemporanee.

## Primi anni
Gilje nacque a Bay Ridge, a Brooklyn. Ella si diplomò al City College nuovaiorchese e studiò a Roma con il restauratore di dipinti antichi Antonio de Mata dal 1966 al 1968. Continuò il proprio apprendistato dal 1968 al 1972 al museo di Capodimonte a Napoli.

## Carriera

### Attività di restauro
Nel 1973, tornò a New York e lavorò nello studio di restauro di Marco Grassi, dove restaurò dei dipinti dei grandi maestri del passato per dei musei e dei clienti privati, come Stanley Moss, E.V. Thaw, Robert Dance, il museo Metropolitano novaiorchese, la collezione Norton Simon di Pasadena e la collezione Thyssen-Bornemisza. Nel 1976, aprì un proprio studio.
Durante questo periodo creò anche delle proprie opere artistiche, all'inizio sculture in rilievo e poi dipinti, che furono esposte in varie gallerie del SoHo. Gilje iniziò a combinare le sue conoscenze sulla conservazione delle tele con i suoi quadri all'inizio degli anni '90.

### Revised and Restored

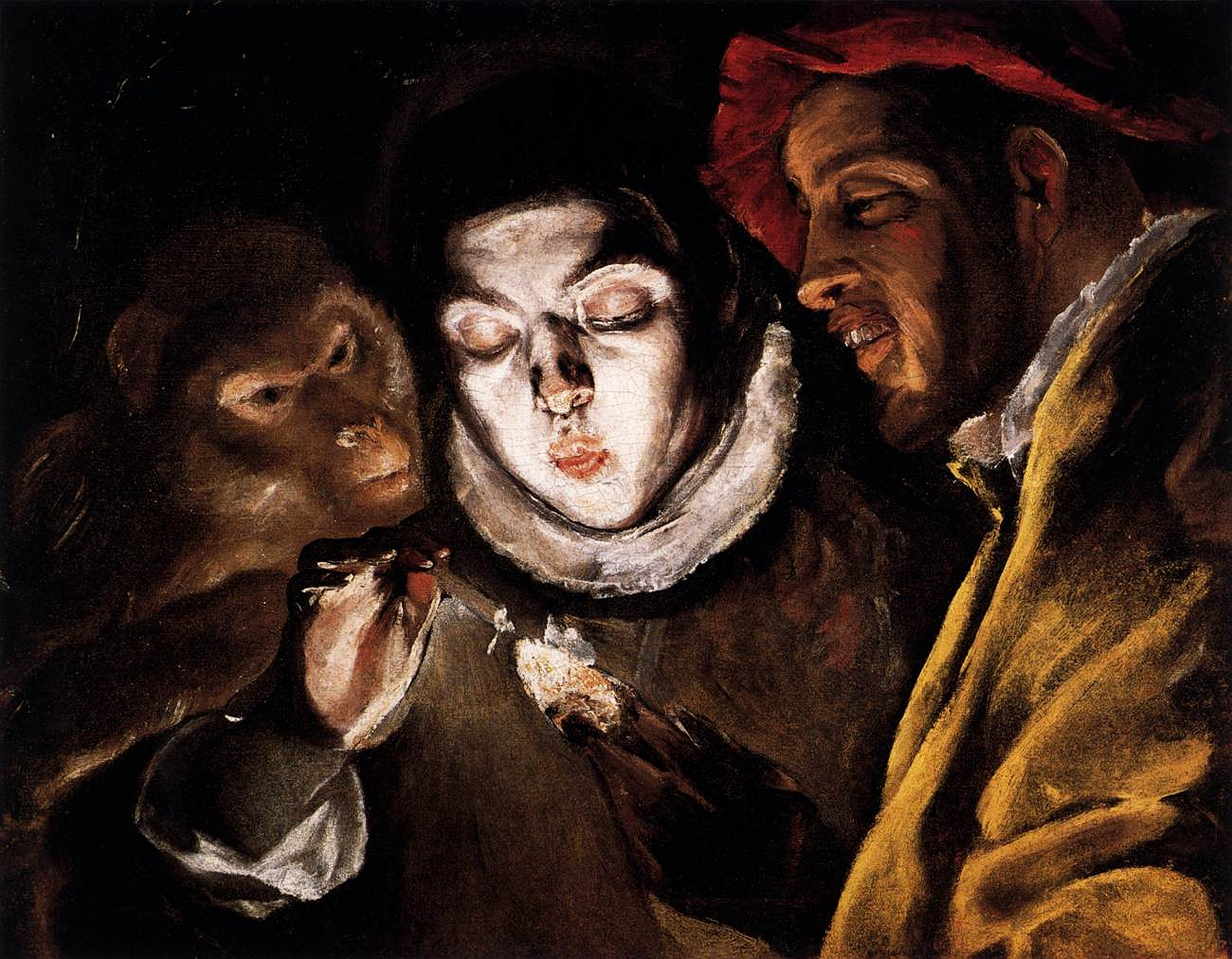
El Greco, La favola, 1600 circa. La serie dei "restauri" di opere classiche da parte di Gilje iniziò con una rivisitazione di questo dipinto.

La prima "modernizzazione" di un quadro classico da parte di Kathleen Gilje risale al 1989 ed è The Fable, Restored, che aggiunge una lampadina al dipinto La favola del Greco. Da allora Gilje cominciò a realizzare delle tele che riprendevano dei dipinti degli antichi maestri, ma modificandole tramite l'aggiunta di alcuni particolari anacronistici, come dei tatuaggi per la Dama con l'ermellino di Leonardo da Vinci o una pistola per il Ritratto di un uomo con una freccia di Hans Memling. Spesso Kathleen Gilje denuda i soggetti dei quadri, come per Cristina di Danimarca nel suo ritratto di Hans Holbein oppure il Thomas Hanmer dipinto da Antoon van Dyck, al fine di rendere le figure "universali" nella loro nudità condivisa.
Nel 1995, Kathleen Gilje creò La Donna Velata, Restored, che riprende la Velata di Raffaello (1516), uno dei tre ritratti della sua amante romana Margherita Luti. Contrariamente al dipinto raffaellesco che affascina per la sua composizione ben equilibrata, tramite l'abito opulento color bianco e oro e il velo trasparente che incornicia il volto della donna, la versione di Gilje aggiunge un occhio nero al viso gentile della donzella, a rappresentare l'atemporalità della violenza contro le donne. Gilje era rimasta commossa da una storia raccontatale da sua figlia su una sua compagna di classe che era stata uccisa dal padre e poi da un libro che mostrava un'immagine della vittima.

### Letture alternative
Nei suoi dipinti, disegni e installazioni, Gilje applica un'analisi storica dell'arte e adopera delle metodologie di conservazione per creare delle versioni alterate di quadri noti, che suggeriscono delle interpretazioni alternative agli originali. In questo modo ella spinge il pubblico a pensare all'opera d'arte su vari livelli: la sua narrazione materiale e quella storica. Un esempio è la Danae rembrantiana nell'Ermitage che viene sfigurata da un vandalo con l'acido, che si riferisce sia alla storia vera del quadro che agli attacchi con l'acido dell'epoca contemporanea; un altro è la copia del Ragazzo morso da un ramarro del Caravaggio, del 1992, nella quale il ramarro è sostituito da una siringa, che lascia intendere un legame con il rischio di contrarre la sindrome da immunodeficienza acquisita.
Molti dei suoi quadri affrontano dei temi femministi, che a volte hanno portato ad alcuni casi controversi: un esempio è la serie delle "Donne di Sargent", che raffigura 48 donne tratte dai dipinti di John Singer Sargent, ma spogliate dei lori abiti lussuosi, così da "liberarle dal loro status sociale limitato e dalla prigionia visiva dei dipinti sargentiani". In Susanna and the Elders, Restored (1998), Gilje espose una replica dell'opera Susanna e i vecchioni di Artemisia Gentileschi assieme a una radiografia del quadro. Quando Gilje ricreò il dipinto di Gentileschi, realizzò uno strato iniziale con il bianco di piombo (il bianco è un buon conduttore dei raggi X) che si rifà allo stupro della stessa Gentileschi ad opera di Agostino Tassi. Nella radiografia si possono vedere il braccio esteso di Susanna/Gentileschi che impugna un coltello per difendersi e il suo volto contorto e urlante. L'immagine si può appena intravedere nel pentimento.

### Ritratti
Gilje ha realizzato vari ritratti nei quali i modelli sono stati inseriti nel contesto di un dipinto storico di loro scelta; queste opere vennero poi esposte alla mostra Curators and Connoisseur alla galleria neviorchese Francis M. Naumann Fine Art, nel 2006. La storica dell'arte Linda Nochlin scelse l'opera Il bar delle Folies-Bergère di Édouard Manet (1882) per Linda Nochlin at the Bar at the Folies Bergere di Gilje (2006), mentre lo storico dell'arte Robert Rosenblum aveva scelto il Conte di Pastoret di Ingres per il suo ritratto dipinto nel 2005. Inoltre, al 2011 risale un ritratto (postumo) dell'artista statunitense Jean-Michel Basquiat che riprende il Ritratto di Juan de Pareja di Diego Velázquez.

## Mostre e riconoscimenti
Nel corso dei primi vent'anni del XXI secolo, le sue opere sono state esposte in varie mostre negli Stati Uniti e in Europa. Molti critici e storici dell'arte hanno scritto sulle sue opere, inclusi Robert Rosenblum, Linda Nochlin e John Yau.
Gilje espone spesso nelle gallerie nuovaiorchesi, e le sue opere si trovano nelle collezioni di vari musei, tra i quali il museo Weatherspoon, l'università della Carolina del Nord, a Greensboro, il museo nazionale delle donne nell'arte di Washington, la galleria d'arte dell'università di Yale, la galleria nazionale dei ritratti della Smithsonian Institution e il museo universitario d'arte Williams.